# Kindlella
Kindlella is een geslacht van uitgestorven kreeftachtigen uit de klasse van de Ostracoda (mosselkreeftjes).

## Soorten
- Kindlella bituberculata (M'Coy, 1844) Sohn, 1954 †
- Kindlella centrinoda Sohn, 1954 †
- Kindlella fissiloba Sohn, 1954 †
- Kindlella illustra Li (Zu-Wang), 1987 †
- Kindlella kitanipponica Ishizaki, 1967 †
- Kindlella melnyki Dewey & Kohn, 1993 †
- Kindlella minuta (Harris & Lalicker, 1932) Sohn, 1954 †
- Kindlella mostleri Kozur, 1985 †